# Justine Greening

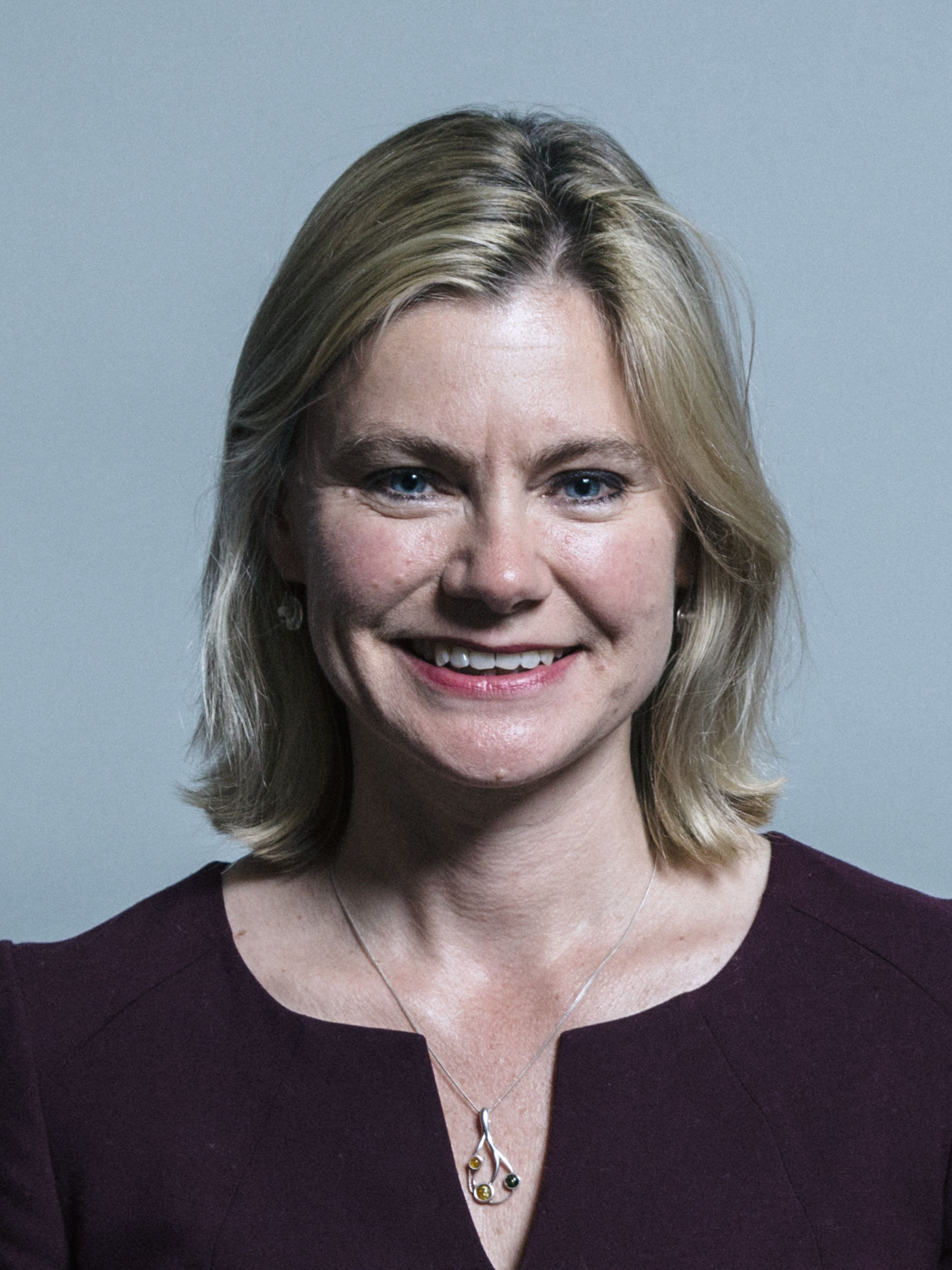
Justine Greening (2017)

Justine Greening (* 30. April 1969 in Rotherham, South Yorkshire) ist eine britische Politikerin (parteilos, früher Conservative Party), war von 2005 bis 2019 Mitglied des House of Commons für den Wahlkreis Putney und seit 14. Oktober 2011 Mitglied im Kabinett Cameron I, zunächst als Verkehrsministerin (Secretary of State for Transport) und seit September 2012 als Ministerin für Internationale Entwicklungszusammenarbeit. In der Regierung von Theresa May war sie vom Juli 2016 bis Januar 2018 Bildungsministerin (Secretary of State for Education) und Ministerin für Frauen und Gleichstellung (Minister for Women and Equalities).

## Leben
Nach dem Besuch der Oakwood Comprehensive School studierte Justine Greening Wirtschaftswissenschaften an der University of Southampton und war danach als Buchhalterin bei PricewaterhouseCoopers, GlaxoSmithKline sowie Centrica tätig.
Bei den Unterhauswahlen vom 5. Mai 2005 wurde sie als Kandidatin der Conservative Party erstmals zum Mitglied in das House of Commons gewählt und vertritt dort als Nachfolgerin des Labour-Party-Politikers Tony Colman seither den Wahlkreis Putney. Bis zur Wahl von Chloe Smith bei einer Nachwahl 2009 war sie die jüngste weibliche Unterhausabgeordnete der konservativen Tories.
Nach dem Wahlsieg der Conservative Party bei den Unterhauswahlen vom 6. Mai 2010 wurde sie Wirtschaftssekretärin im Schatzamt (Economic Secretary to the Treasury). Als Verteidigungsminister Liam Fox wegen der Vermischung privater und beruflicher Kontakte in die Kritik geraten und zurückgetreten war, wurde sie am 14. Oktober 2011 Nachfolger von Verkehrsminister Philip Hammond, der wiederum Nachfolger von Fox im Amt des Verteidigungsministers wurde. Justine Greening wurde damit die fünfte Ministerin, was als Zeichen dafür gesehen wird, dass die Konservativen die fallende Unterstützung bei weiblichen Wählern zurückgewinnen will. Ihre Nachfolgerin als Wirtschaftssekretärin im Schatzamt wurde Chloe Smith.
Justine Greening wurde im Juli 2016 Bildungsministerin im Kabinett May. Bei einer Umstellung der Ministerposten ihres Kabinetts im Januar 2018 versuchte Premierministerin Theresa May Greening nach Presseberichten als Bildungsministerin abzulösen und sie ins Ministerium für Arbeit und Pensionen zu versetzen. Als ihr Versuch, die Versetzung zu verhindern, gescheitert war, erklärte Greening am 8. Januar 2018 überraschend ihren Rücktritt.
Als ihr Nachfolger wurde am selben Tag Damian Hinds zum Bildungsminister berufen.
Am 4. September 2019 wurde sie aufgrund ihrer parlamentarischen Gegenwehr gegen einen Brexit ohne EU-Austrittsabkommen aus der Fraktion der Conservative Party ausgeschlossen. Greening kündigte im Herbst 2019 an, sich bei den nächsten Unterhauswahl nicht mehr um einen Sitz im Parlament bewerben zu wollen.

## Privates
Im Juni 2016 gab Greening bekannt, dass  sie mit ihrer Lebenspartnerin in London zusammenlebe.